# 69-й армійський корпус (Третій Рейх)
LXIX-й (69-й) армі́йський ко́рпус (нім. LXIX. Armeekorps) — армійський корпус Вермахту за часів Другої світової війни.

## Історія
LXIX-й армійський корпус був сформований 20 січня 1944 на території Незалежної Держави Хорватії шляхом переформування 69-го резервного корпусу Вермахту.

## Райони бойових дій
- Греція та Балкани (січень 1944 — травень 1945).

## Командування

### Командири
- генерал від інфантерії Ернст Денер (нім. Ernst Dehner) (20 січня — 31 березня 1944);
- генерал гірсько-піхотних військ Юліус Рінгель (нім. Julius Ringel) (1 квітня — 23 червня 1944);
- генерал від інфантерії Гельге Аулеб (нім. Helge Auleb) (24 червня 1944 — 8 травня 1945).

## Бойовий склад 69-го армійського корпусу
Формування управління, забезпечення та підтримки
- 169-те артилерійське командування (Arko 169);
- 469-та корпусна рота зв'язку (Nachrichten-Kompanie 469), з лютого 1945 - 469-й корпусний батальйон зв'язку (Korps-Nachrichten-Abteilung 469).

- 1-ша козача дивізія (1. Kosaken-Kavallerie-Division);
- 1-й єгерський резервний полк (Reserve-Jäger-Regiment 1).

- 1-ша козача дивізія;
- 1-й лижний єгерський резервний полк (Skijäger-Reserve-Regiment 1).

- 1-ша козача дивізія;
- 1-й лижний єгерський резервний полк.

- 1-й лижний єгерський резервний полк.

- Дивізія особливого призначення «Фішер» (Division z.b.V. Fischer);
- 20-й єгерський полк (Jäger-Regiment 20).

- Штурмова бригада «Південний Схід» (Sturmbrigade Südost).

- 181-ша піхотна дивізія (181. Infanterie-Division);
- 7-ма добровольча гірська дивізія СС «Принц Ойген» (7. SS-Freiwilligen-Gebirgs-Division "Prinz Eugen");
- 3-тя піхотна дивізія (Хорватія) (3. Infanterie-Division (koatisch);
- 7-ма гірсько-піхотна дивізія (Хорватія) (7. Gebirgs-Division (koatisch);
- 8-ма гірсько-піхотна дивізія (Хорватія) (8. Gebirgs-Division (koatisch).